# Pompo The Cinephile
Pour plus de détails, voir Fiche technique et Distribution.
Pompo The Cinephile (映画大好きポンポさん, Eiga Daisuki Ponpo-san) est un film d'animation japonais réalisé par Takayuki Hirao, sorti en 2021.

## Synopsis
Gene Fini travaille depuis environ un an comme assistant de production pour Joelle Davidovich Pomponett, ou "Pompo". Pompo est la propriétaire de "Peterzen Films" dans la ville fictive de "Nyallywood" ; elle travaille principalement sur des films de série B. Lorsqu'elle remarque l'ambition de Gene, elle le choisit pour diriger le film "Meister", dont elle a écrit le scénario. C'est l'histoire d'un chef d'orchestre épuisé, qui retrouve un sens à sa vie après avoir rencontré une petite fille nommée Lily dans les Alpes suisses. Natalie Woodward, une jeune femme de la campagne qui accumule les métiers alimentaires dans l'espoir de devenir un jour actrice, est choisie pour incarner Lily. Malgré les difficultés rencontrées lors du tournage et du montage, Gene fait tout pour mener le film à bien.

## Fiche technique
Sauf indication contraire, les informations mentionnées dans cette section peuvent être confirmées par la base de données cinématographiques IMDb,  présente dans la section « Liens externes ».
- Titre original : 映画大好きポンポさん (Eiga Daisuki Ponpo-san?)
- Titre français : Pompo The Cinephile
- Réalisation : Takayuki Hirao
- Scénario : Takayuki Hirao d'après le manga de Shôgo Sugitani
- Direction artistique : Miu Miyamoto et Takafumi Nishima
- Costumes : Misuzu Kubozono
- Photographie : Kô Hoshina et Masashi Uoyama
- Montage : Tsuyoshi Imai
- Musique : Kenta Matsukuma
- Pays d'origine : Japon
- Format : Couleurs - 1,78:1 - Dolby Digital
- Genre : animation, comédie dramatique
- Durée : 94 minutes
- Dates de sortie :
  - Japon : 4 juin 2021
  - France : 3 juillet 2024

## Distribution

### Voix originales
- Konomi Kohara : Joelle Davidovich 'Pompo' Pomponett
- Hiroya Shimizu : Gene Fini
- Ai Kakuma : Mystia
- Akio Ōtsuka : Martin Braddock
- Ryûichi Kijima : Alan Gardner

### Voix françaises
- Ludivine Deworst : Pompo
- Brice Montagne : Gene Fini
- Fanny Blanchard : Mystia
- Félix Lobo : Martin Braddock
- Lola Ledran : Nathalie Woodward
- Sullivan Da Silva : Alan Gardner
- Olivier Pyechaczyk : Coltman
- Rémi Barbier : Peterzen
- Fabrice Colombéro : Corvette
- Oksana Gosley : chants

Version française dirigée par Alexandre Gibert aux studios Soundtastic (Luxembourg), d'après une adaptation des dialogues de Vanessa Leiritz.

## Sortie

### Accueil critique
En France, le site Allociné propose une moyenne de 3,4⁄5, d'après l'interprétation de 16 critiques de presse.